# When You Told Me You Loved Me
Singles de Jessica Simpson
A Little Bit
(2001) Sweetest Sin
(2003)
When You Told Me You Loved Me est le troisième single de la chanteuse américaine Jessica Simpson, extrait du second album Irresistible, sorti en janvier 2002. Le titre a été écrit par Walter Afanasieff et Billy Mann et composé par Walter Afanasieff.
Ce single est sorti uniquement au Brésil où il devient le générique d'une télénovela prénommé As Filhas Da Mae.

## Développement
En 2000, Jessica commence à enregistrer d'autres choses après Sweet Kisses ; des chansons que Columbia Records trouve plus adaptées pour la radio. Le succès commercial de son premier album conduit Jessica à réévaluer sa carrière et, même si elle était satisfaite du succès qu'elle avait, elle avait l'impression de pouvoir faire mieux que ça. Ayant l'impression que son image trop sage pourrait représenter un frein au développement de sa carrière, Jessica se mit à adopter une image plus sexy ainsi qu'un nouveau son, à la suggestion des dirigeants de Columbia Records. Elle délaisse alors le genre teen pop car elle pensait qu'adopter une nouvelle image, l'aiderait à refaire sa carrière. Sa nouvelle image s'est remarquée lors de ses apparitions sur les tapis rouges. Le développement de sa nouvelle image coïncidait avec son nouvel album intitulé Irresistible dont Jessica déclare qu'elle voulait adopter une image « plus sexy et plus mature » : « J'ai enregistré Sweet Kisses à l'âge de 17 ans et j'ai aujourd'hui 21 ans, alors en quatre ans, j'ai grandi. » explique Jessica lors d'une interview avec Coventry Newspapers en juillet 2001. Peu de temps avant, en juin 2001, elle avait déclaré dans le magazine Cosmopolitan : « Cet album parle de celle que je suis devenue. La musique est plus pointue, j'ai bien grandi. ». Selon Terri Doughtery, l'auteur de People in the News: Jessica Simpson and Nick Lachey, Jessica espérait que sa nouvelle image apporterait une plus grande importance à la puissance de sa voix : « Il n'est pas question de simplement chanter que je suis amoureuse. J'ai aussi des chansons qui parlent de ruptures et d'autres qui parlent de querelles entre filles et garçons. Cela va me prendre du temps pour rentabiliser cet album car nous avons dépensé beaucoup d'argent pour cet album. » déclare Jessica.

## Informations
When You Told Me You Loved Me, est écrite par Walter Afanasieff et Billy Mann et composée par Walter Afanasieff. La chanson, qui est une ballade composée d'une guitare latine et d'un orchestre de 60 musiciens, parle d'un divorce ainsi que des émotions qui en découlent, démontre toutes les capacités vocales de Jessica Simpson, qui est de ce fait, comparée à Mariah Carey et Céline Dion,.
Ce single est sorti uniquement au Brésil où il devient le générique d'une télénovela prénommé As Filhas Da Mae.

## Clip vidéo
La chanson ne bénéficie pas de vidéoclip.

## Performance commerciale
When You Told Me You Loved Me obtient un succès en Corée du Sud où il atteint la 192e meilleure place du classement digital[réf. nécessaire].

## Liste et formats
- Téléchargement digital[13]

1. When You Told Me You Loved Me - 3:48

## Classement hebdomadaire
| Chart (2011)                | Peak position |
| --------------------------- | ------------- |
| South Korean Download Chart | 192           |